# Dependente (álbum de Dany Grace)
Este é o segundo CD da Cantora Gospel "Dany Grace" lançado pela Graça Music. Este álbum teve muita repercussão no Brasil igual ao seu álbum anterior, com grandes sucessos como "Me Ensina", "Clama a Mim" e "Dependente", em 2013 o álbum é certificado como Disco de Ouro por vender mais de 50 mil cópias.

## Faixas
| CD  |                        |         |  |
| N.º | Título                 | Duração |  |
| 1.  | "Boas Novas"           | 03:55   |  |
| 2.  | "Caminhar na Luz"      | 03:52   |  |
| 3.  | "Amo Te Adorar"        | 04:28   |  |
| 4.  | "Me Ensina"            | 04:33   |  |
| 5.  | "Primeiro Amor"        | 04:16   |  |
| 6.  | "Oferta"               | 03:59   |  |
| 7.  | "Dependente"           | 04:55   |  |
| 8.  | "Clama a Mim"          | 04:38   |  |
| 9.  | "Debaixo de Tuas Asas" | 04:49   |  |
| 10. | "Calvário"             | 04:57   |  |
| 11. | "Compromisso"          | 04:54   |  |
| 12. | "Senhor da Criação"    | 04:23   |  |
| 13. | "Tu És Santo"          | 03:54   |  |